# Parafia św. Doroty w Domanowie
Parafia pw. Świętej Doroty Dziewicy i Męczennicy w Domanowie – rzymskokatolicka parafia należąca do dekanatu Brańsk, diecezji drohiczyńskiej, metropolii białostockiej. Siedziba parafii mieści się w Domanowie, pod numerem 75.

## Zasięg parafii
Do parafii należą wierni z miejscowości: Domanowo, Ferma, Markowo, 
Mień, Pasieka, Pietraszki, Pruszanka-Baranki i Pruszanka Stara.

## Historia
Pierwszy kościół został ufundowany w 1460 roku. Parafię erygowano w 1519 roku. W czasie potopu szwedzkiego kościół został zniszczony. Zbudowano następną świątynię. Trzeci kościół zbudowano w 1763 roku. Służy on wiernym do dziś pełniąc funkcję kościoła parafialnego. W głównym ołtarzu umieszczony jest słynący łaskami obraz Matki Bożej. W parafii posługę pełni dwóch księży, ksiądz dr Krzysztof Napiórkowski (proboszcz) i ksiądz kan. Benedykt Karpiński (emeryt).